# Герарди, Пьеро
Пьеро Герарди (итал. Piero Gherardi, 20 ноября 1909 — 8 июня 1971) — итальянский художник-постановщик и художник по костюмам.

## Биография
Пьеро Герарди родился 20 ноября 1909 года в тосканском городе Поппи, Италия. Получил образование архитектора. Работу в кино начал в 1947 году. В конце 1950-х — начале 1960-х годов был одним из постоянных сотрудников творческих групп Федерико Феллини. Принимал участие в оформлении и дизайне костюмов таких лент Феллини, как «Ночи Кабирии» (1957), новеллы «Искушение доктора Антонио» в альманахе «Боккаччо-70» (1962), «Джульетта и духи»(1965). За дизайн костюмов к фильмам Феллини «Сладкая жизнь» и «Восемь с половиной» (1963) Герарди был удостоен премии Американской киноакадемии «Оскар».
Кроме Феллини, Пьеро Герарди сотрудничал также с известными итальянскими и иностранными режиссёрами, как Марио Сольдати, Луиджи Коменчини, Марио Моничелли, Карло Лиццани, Сидни Люмет и другими. Был художником-декоратором фильма Кинга Видора «Война и мир», масштабной итало-американской экранизации одноимённого романа Льва Толстого 1956 года с Одри Хепбёрн и Генри Фондой в главных ролях. У себя на родине Герарди четыре раза становился обладателем премии «Серебряная лента» за лучшую работу художника-постановщика и за лучший дизайн костюмов.
За время кинематографической карьеры как художник по костюмам, художник-постановщик, арт-директор и декоратор принял участие в создании более 100 фильмов. Кроме кинематографа Герарди работал также как и театральный художник. Скончался в Риме 8 июня 1971 года в возрасте 61 года.

## Награды
- 1962 — Премия «Оскар» за лучший дизайн костюмов («Сладкая жизнь»)
- 1962 — Премия «Серебряная лента» за лучшую работу художника-постановщика («Сладкая жизнь»)
- 1964 — Премия «Оскар» за лучший дизайн костюмов («Восемь с половиной»)
- 1966 — Премия «Серебряная лента» за лучшую работу художника-постановщика («Джульетта и духи»)
- 1966 — Премия «Серебряная лента» за лучший дизайн костюмов («Джульетта и духи»)
- 1967 — Премия «Серебряная лента» за лучший дизайн костюмов («Армия Бранкалеоне»)